# طاهر حبيب الله يف
طاهر حبيب الله (بالأوارية: Камалудинил вас Хlайбулаев Тlагьир)(بالروسية: Тагир Камалудинович Хайбулаев)، من مواليد 1984 في جمهورية داغستان بروسيا. لاعب جودو مشهور، بطل الأولمبي 2012، بطل العالم للجودو 2011 وبطل أوروبا 2009. الفائز في كأس العالم والجائزة الكبرى في أبوظبي في عام 2009.

## السيرة
أواري القومية. ولد بمدينة كيزيليورت الداغستانية. 

خريج جامعة مقاطعة سامارا الاقتصادية. يحمل شهادة في القانون.

## المهن الرياضية
يدرب على الجودو منذ 11 عاما. أول مدربه هو فيتشيسلاف أرخيبوف. ويدربه حاليا نيكولاي بتروف. 

في بطولة العالم عام 2011 التي أجريت في باريس، في معركة نهائية فاز طاهر متقدما على ايبون الجودو الكازاخستاني - بطل العالم 2009 مكسيم راكوف.

و في دورة الألعاب الأولمبية عام 2012 في لندن، في الكفاح من أجل الذهب فاز على لاعب الجودو المنغولي - البطل الأولمبي 2008 نايدان توفشينبيار.

## الإنجازات الرياضية
| المسابقة                                                  | الـذهـب | الـفضة | الـبرونز |
| --------------------------------------------------------- | ------- | ------ | -------- |
| الألعاب الأولمبية                                         | 1       | 0      | 0        |
| بطولة العالم                                              | 1       | 0      | 0        |
| بطولة أوروبا                                              | 1       | 0      | 0        |
| كأس العالم / سباق الجائزة الكبرى / البطولات الاربع الكبرى | 3       | 3      | 4        |
| كأس الأمم الأوروبية (U23)                                 | 0       | 0      | 1        |
| بطولة روسيا                                               | 0       | 0      | 2        |
| البطولات الروسية (U23)                                    | 2       | 0      | 0        |

## روابط خارجية
- طاهر حبيب الله يف على موقع الفيدرالية الدولية للجودو (الإنجليزية)
- طاهر حبيب الله يف على موقع JudoInside.com (الإنجليزية)
- طاهر حبيب الله يف على موقع AllJudo.net (الفرنسية)
- طاهر حبيب الله يف على موقع اللجنة الأولمبية الدولية (الإنجليزية)
- طاهر حبيب الله يف على موقع أوليمبيديا (الإنجليزية)